# Nicolas Vallar
Nicolas Vallar (1983. október 22. –) tahiti labdarúgó, aki jelenleg az AS Dragon játékosa és a tahiti labdarúgó-válogatott tagja.

## Fordítás
- Ez a szócikk részben vagy egészben  a   Nicolas Vallar című angol Wikipédia-szócikk fordításán alapul.  Az eredeti cikk szerkesztőit annak laptörténete sorolja fel. Ez a jelzés csupán a megfogalmazás eredetét és a szerzői jogokat jelzi, nem szolgál a cikkben szereplő információk forrásmegjelöléseként.